# IT-Gymnasiet

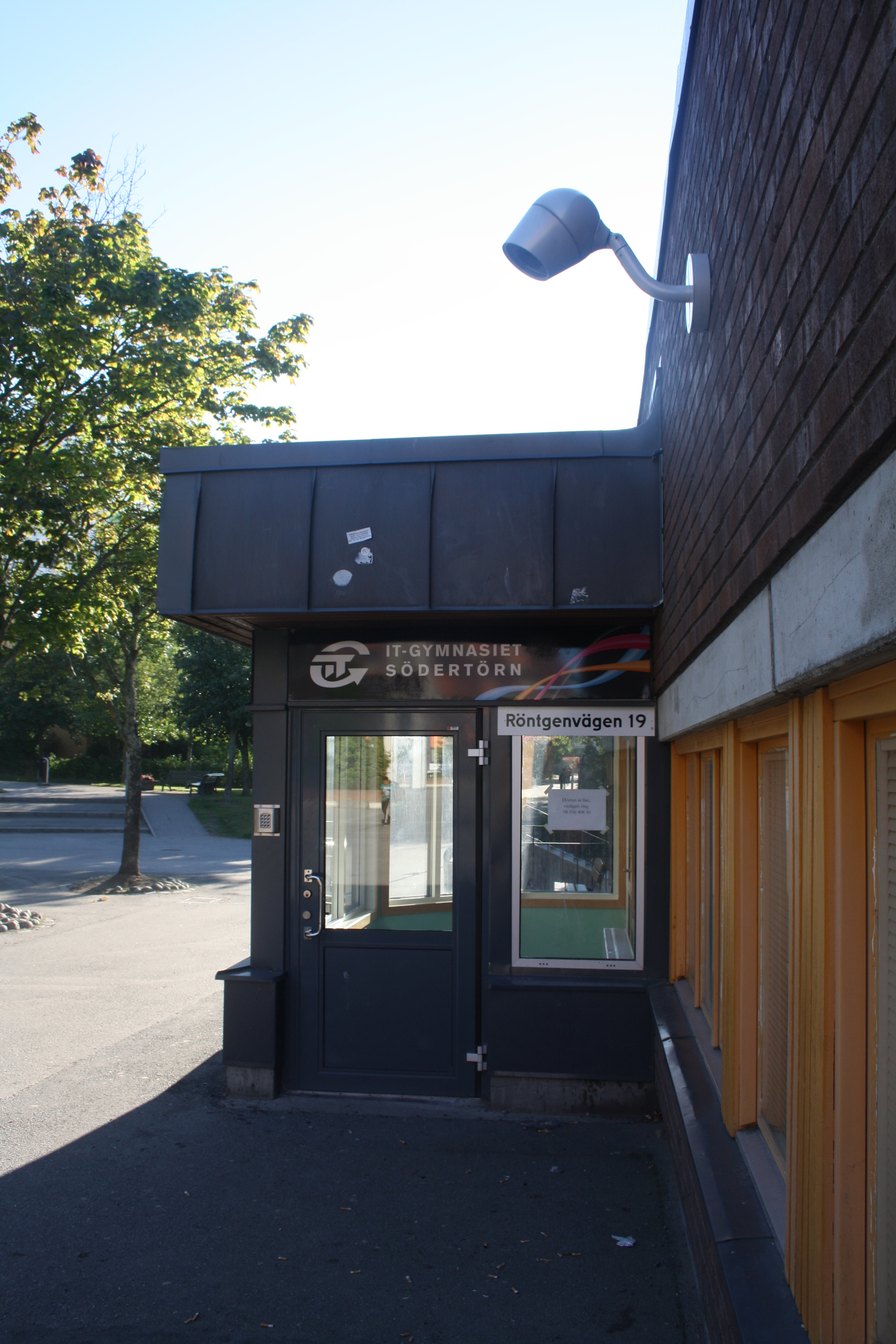
IT-gymnasiet i Södertörn

IT-Gymnasiet var fram till hösten 2018 ett antal fristående gymnasieskolor som ägdes av IT Gymnasiet Sverige AB. I september 2018 bytte alla skolor namn till NTI Gymnasiet. Skolorna ingick i utbildningsbolaget Academedia.   
Hösten 2017 startade IT-Gymnasiet en ny skola i centrala Stockholm. IT-Gymnasiet har sedan tidigare elva skolor i landet, den första startade 1998. Den nya Stockholmsskolan erbjöd de högskoleförberedande programmen IT Teknik samt IT Design och media. 
I början av 2018 meddelade Academedia att IT-Gymnasiet skulle gå ihop med NTI Gymnasiet från höstterminen 2018. Det kommer då att finnas 25 gymnasieskolor i Sverige under namnet NTI Gymnasiet.

## Historia
Höstterminen 1998 startade IT-Gymnasiet i Kista AB genom ett samarbete mellan IT-företagen, stadsdelsnämnden i Kista och Jan Friman, skolans grundare. Verksamheten startade med fyra grupper om 25 elever och snart spreds ryktet om en spännande framtidsutbildning.
IT-Gymnasiet grundades under en period när det stod klart att det moderna samhället och den framtida arbetsmarknaden hade förändrats för alltid. Internet och framtidens obegränsade IT-lösningar hade satt en ny dagordning. Bland entreprenörer och företag efterfrågades en skola som tog framtidens teknik på allvar. Tillsammans med representanter för globala IT-företag och ansvariga politiker i Kista enades man om hur man bäst kunde rusta dåtidens elever för framtidens utmaningar.

## IT-Gymnasiets inriktning
Utbudet skiljer sig något mellan orterna men alla är IT-profilerade gymnasieutbildningar, d.v.s. eleverna ska få en bred kunskap om informationsteknologins användnings- och framtida utvecklingsområden samt datorns funktion och uppbyggnad. Stor vikt läggs också på att i undervisningen träna eleverna i problemlösning, att ta vara på sin kreativitet, att ta ansvar, samt öva på sin sociala kompetens och kommunikativa förmåga.  

## Utbildningar på IT-Gymnasiet
El- och energiprogrammet – inriktning dator och kommunikationsteknik (IT-programmet) 
Teknikprogrammet – inriktning information och medieteknik 
Samhällsvetenskapsprogrammet – inriktning medier, information och kommunikation 
Estetiska programmet – inriktning musik och media samt estetik och media 
Naturvetenskapsprogrammet – inriktning naturvetenskap 
IB – International Baccalaureate Diploma Programme  - finns i Skövde 